# Shingo Nejime
Shingo Nejime (jap. 根占 真伍 Nejime Shingo; ur. 22 grudnia 1984) – japoński piłkarz występujący na pozycji pomocnika.

## Kariera klubowa
Od 2003 do 2014 roku występował w klubach Tokyo Verdy, Yokohama FC, Roasso Kumamoto i Churchill Brothers.